# Jason Gascoigne
Jason Gascoigne, född 22 december 1982, nyzeeländsk skådespelare som bland annat har medverkat i tv-serien The Tribe. 

## Filmografi

### TV-serier
- 1995 - Spegel, Spegel
- 1996 - Enid Blytons äventyrsserie - Prins "Gussie" Aloysius, 1 avsnitt
- 1999 - The Tribe - Vendor, 1 avsnitt
- 1999 - The Tribe - ej namngiven karaktär, 1 avsnitt
- 2003 - The Tribe - Wizard, 6 avsnitt